# Pueblos Unidos Multiétnicos de Amazonas
Pueblos Unidos Multiétnicos del Amazonas (PUAMA), es un partido político regional del Estado Amazonas, Venezuela. Fue fundado en 1997 con una corriente ideología basada en el indigenismo, su creación ocurre tras la unión de 19 etnias indígenas del Estado Amazonas.  La organización está a favor del gobierno nacional del presidente de Venezuela, Hugo Chávez.

## Historia
El 8 de noviembre de 1998 participa por primera vez en elecciones, deciden apoyar la candidatura a la gobernación de Nelson Silva que tenía el respaldo de Copei, MAS, PPT y el MVR, el candidato queda segundo y PUAMA suma el 1,5% de los votos, en esa misma elección el partido consigue un puesto en la extinta Asamblea Legislativa Estadal. 
Para las elecciones del 30 de julio de 2000, PUAMA consiguió consolidarse en Amazonas, al lograr un escaño de los tres que se disputaban en esa entidad para la Asamblea Nacional de Venezuela que para entonces estaba integrada por 165 curúles, así como otro escaño para el nuevo Consejo Legislativo Estadal de Amazonas (CLEA). Además consiguió el triunfo en las alcaldías de Atures y Manapiare. Caso aparte el de la elección para gobernador de Amazonas de ese año en la cual resultó vencedor José Bernabé Gutiérrez de AD frente al candidato a gobernador del PPT Liborio Guarulla al cual PUAMA apoyaban, sin embargo, las elecciones fueron repetidas en forma parcial en 2001 por presunto fraude en siete mesas electorales otorgándole el triunfo a Guarulla, siendo la tarjeta de PUAMA el segundo partido en aportar mayor número de votos al gobernador electo. 
En la siguiente elección, el 14 de agosto de 2004, consiguió un cargo de legislador para Daniel Guevara en el CLEA, además de dos alcaldías, Autana y Manapiare. En la elección a gobernador de 2005 se discute el candidato del oficialismo entre Guarulla del PPT y Edgildo Palau de PUAMA, sin llegar a acuerdo alguno el partido decide lanzar su candidatura propia sin el respaldo del resto de los partidos oficialistas, incluido el MVR, la victoria fue para Liborio Guarulla quien se adjudicó el 40% de los votos, Bernabé Gutierrez de AD el 36% y Palau el 20%. Ese año también repitió su escaño en la Asamblea Nacional tras las elecciones parlamentarias. En las elecciones regionales celebradas el 21 de Noviembre de 2021, el partido obtuvo la alcaldía del Municipio Manapiare. También obtuvo un escaño en el Consejo Legislativo Estadal.